# 蒙克拉尔 (上普罗旺斯阿尔卑斯省)
蒙克拉尔（法語：Montclar，法語發音：[mɔ̃klaʁ] ⓘ）是法国上普罗旺斯阿尔卑斯省的一个市镇，属于迪涅莱班区。

## 地理
蒙克拉尔（44°23'49"N, 6°20'15"E）面积23.38 平方千米，位于法国普罗旺斯-阿尔卑斯-蓝色海岸大区上普罗旺斯阿尔卑斯省，该省份为法国东南部内陆省份，北起上阿尔卑斯省，西接沃克吕兹省，西北接德龙省，南至瓦尔省，东临滨海阿尔卑斯省，东北部与意大利接壤。
与蒙克拉尔接壤的市镇（或旧市镇、城区）包括：勒洛泽-于拜、瑟洛内、塞讷、于拜-塞尔蓬松。

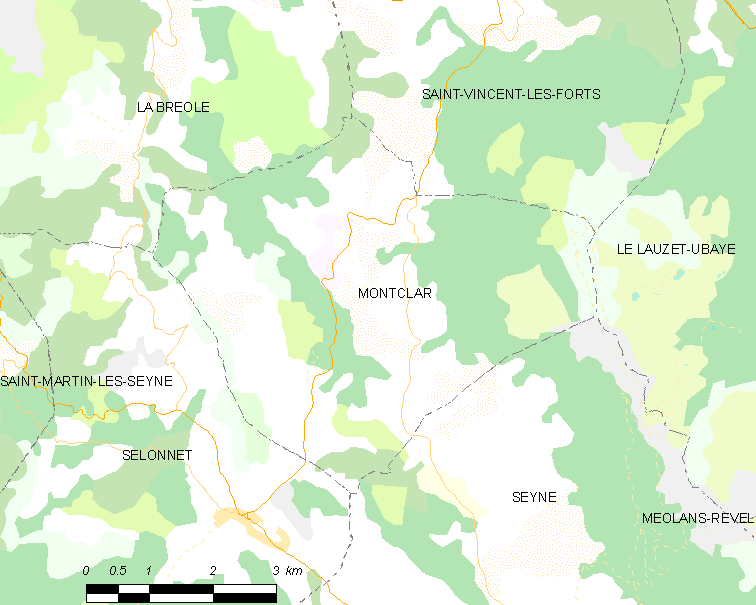
的OSM定位图

蒙克拉尔的时区为UTC+01:00、UTC+02:00（夏令时）。

## 行政
蒙克拉尔的邮政编码为04140，INSEE市镇编码为04126。

## 政治
蒙克拉尔所属的省级选区为塞讷县。

## 人口

1962-2008年间人口变化图示

蒙克拉尔于2022年1月1日时的人口数量为397人。